# Karlovac
|  | Per a altres significats, vegeu «comtat de Karlovac». |

Karlovac —Karlstadt o Carlstadt (alemany), Károlyváros o Marinograd (hongarès)— és una ciutat i municipi al centre de Croàcia. La ciutat té una població de 49.082 habitants, mentre que el municipi sencer en té 59.395 (2001). La majoria (un 85,9%) dels seus ciutadans són croats (2001). Karlovac és el centre administratiu de comtat de Karlovac i està situada a l'autopista i línia de ferrocarril Zagreb-Rijeka, 56 km al sud occidental de Zagreb i a 130 km des de Rijeka.

## Història
Karlovac es va construir des de zero el 1579 per reforçar la defensa del sud d'Àustria contra els atacs otomans. Es va fundar com una fortalesa en forma d'estrella de sis puntes a la propietat de la família noble dels Zrinski prop de la ciutat vella de Dubovac al conflent dels rius Kupa, Korana, Mrežnica i Dobra. La forma d'estrella encara es pot apreciar al voltant de la ciutat. Originalment va ser coneguda com a Károlyváros, Karlstadt, Carlstadt, o Carlstatt ("la ciutat de Carles" en alemany), per qui en va ser el promotor, l'arxiduc d'Àustria Carles II. La construcció va començar el 13 de juliol de 1579 sota la direcció de l'arquitecte Matija Gambon.
La primera església (de la Sagrada Trinitat), situada a la plaça central, s'edificà el 1580, però tots els edificis de la ciutat es cremaren en el foc del 1594. De fet, les forces de l'Imperi Otomà assetjaren Karlovac set vegades, la darrera el 1672, però sempre fracassaren en l'ocupació. L'epidèmia de pesta de 1773 va delmar gairebé la meitat la població a l'època. Després del tractat de Karlowitz de 1699 que marcà l'inici del replegament otomà als Balcans Karlstadt va tenir menys importància militar. A finals del segle xviii, la ciutat era un important mercat de blat, blat de moro, sal, fusta i tabac, i la font de subministrament de l'exèrcit austríac en les guerres austro-turques.
La població del fort anava creixent i el 6 de desembre de 1693 la ciutat va rebre un autogovern limitat. La reina Maria Teresa, després d'una reiterada insistència des del parlament croat, va tornar les ciutats de Karlovac i Rijeka a la corona de Croàcia el 9 d'agost de 1776. El rei Josep II d'Habsburg ho reafirmà en una carta oficial el 1781, permetent als ciutadans expandir la ciutat i explotar el potencial del seu emlpaçament, als encreuaments de camins que comunicaven les planes de Pannònia amb la costa de la mar Adriàtica.
Els segles xviii i xix, la ciutat va viure una florida amb el desenvolupament de carreteres fins a la costa i amb la navegació pel Riu Kupa. Durant l'existència de les Províncies Il·líriques, Karlovac, que llavors rebia el nom oficial de Karlstadt, va ser la capital del Departament francès de Croàcia. La construcció de la línia de ferrocarril Zidani Most-Zagreb-Sisak el 1861 va marcar el final de l'era de Karlovac com a important centre de comerç i transport. Part de l'imperi austrohongarès, amb la seva dissolució després de la primera guerra mundial va passar a formar part del Estat dels Eslovens, Croats i Serbis, que va desaparèixer per esdevenir el Regne dels Serbis, Croats i Eslovens, després conegut com a Regne de Iugoslàvia.
Karlovac va patir molts danys durant la Guerra de la independència croata entre 1991 i 1995, doncs l'irredemptisme serbi considera la línia Virovitica–Karlovac–Karlobag com l'extrem occidental de la nació. Les seccions del sud de la ciutat eren a la vora de les primeres línies entre la República de Croàcia i els serbis, i els barris de Turanj, Kamensko i part de Mekušje i Logorišta van ser completament devastats. El centre de ciutat, l'ajuntament i altres edificis també van ser malmesos. D'altra banda, la Catedral de Sant Nicolau, dels serbis ortodoxos, també va ser destruïda el 1993, així com la Residència Diocesana.
La indústria principal de Karlovac és ara la seva cervesa Karlovačko, produïda per Karlovačka pivovara i estesa per tot el país.

## Pobles
El municipi de Karlovac el formen els següents pobles:
- Banska Selnica, població 90
- Banski Moravci, població 68
- Blatnica Pokupska, població 31
- Brezova Glava, població 135
- Brežani, població 129
- Brođani, població 141
- Cerovac Vukmanićki, població 902
- Donja Trebinja, població 22
- Donje Mekušje, població 207
- Donji Sjeničak, població 69
- Gornja Trebinja, població 169
- Gornje Stative, població 385
- Gornji Sjeničak, població 150
- Goršćaki, població 119
- Husje, població 176
- Ivančići Pokupski, població 11
- Ivanković Selo, població 25
- Ivošević Selo, població 7
- Kablar, població 122
- Karasi, població 50
- Karlovac, població 46,833
- Klipino Brdo, població 14
- Kljaić Brdo, població 18
- Knez Gorica, població 111
- Kobilić Pokupski, població 43
- Konjkovsko, població 6
- Koritinja, població 113
- Ladvenjak, població 382
- Lipje, població 48
- Luka Pokupska, població 360
- Mahićno, població 522
- Manjerovići, població 32
- Okić, població 64
- Popović Brdo, població 224
- Priselci, població 96
- Rečica, població 538
- Ribari, població 108
- Skakavac, població 233
- Slunjska Selnica, població 78
- Slunjski Moravci, població 85
- Šebreki, població 0
- Šišljavić, població 457
- Tušilović, població 631
- Tuškani, població 216
- Udbinja, població 63
- Utinja, població 5
- Vodostaj, població 504
- Vukmanić, població 207
- Vukoder, població 1043
- Zadobarje, població 373
- Zagraj, població 63
- Zamršje, població 167